# Droga krajowa B439 (Niemcy)
Droga krajowa 439 (niem. Bundesstraße 439) – niemiecka droga krajowa przebiegająca z północy na południe i łączy drogę B322 z drogą B51 w Dolnej Saksonii na południe od Bremy.